# AG Большой Медведицы
AG Большой Медведицы (лат. AG Ursae Majoris) — одиночная переменная звезда в созвездии Большой Медведицы на расстоянии (вычисленном из значения параллакса) приблизительно 103542 световых лет (около 31746 парсеков) от Солнца. Видимая звёздная величина звезды — от +16m до +13,5m.

## Характеристики
AG Большой Медведицы — пульсирующая переменная звезда типа RR Лиры (RRAB).